# Gelendžik (liniový maják)
Liniový maják Gelendžik (rusky: Створный маяк Геленджика) stojí na břehu v Gelendžijském zálivu Černého moře, Krasnojarský kraj v Rusku.
Nachází se na bulváru Lermontova v blízkosti Lomonosova sanatoria v lázeňském městě Gelendžik.

## Historie
Nejstarším dochovaným majákem v městě Gelendžik je maják jehož stavba byla zahájená 19. srpna 1897. Architektem byl Francouz François de Tonde. Maják byl dokončen v roce 1906. Během druhé světové války při ústupu sovětských vojsk měl být maják zničen. Náčelník majáku P. T. Sokolov úkol nesplnil a maják zachránil pro budoucí generace.

## Popis
Zděná hranolová věž na půdorysu čtverce vysoká 13 m je přistavěna k dvojpodlažní budově. Maják je bílý se svislým vodorovným pruhem. Světelný zdroj je umístěn v malém arkýři v druhém patře věže. V roce 1927 byla naftová lampa nahrazena lampou elektrickou. V současné době zajišťuje navigaci lodí do přístavu. Červený pruh na majáku slouží k určení vzdálenosti.

## Data
- výška věže 13 m
- výška světla 17 m n. m.[6]
- sektorové stálé červené nebo zelené světlo lze vidět v závislosti na směru plavby do přístavu (charakteristika: F RG)
- dosvit 16,67 km[6]

označení:
- Admiralty N5658